# Survivor (canção de Parg)
"Survivor" é uma canção do cantor e compositor arménio Parg . A música foi lançada a 9 de fevereiro de 2025 e foi escrita por ele junto com outros nove compositores. A música representou a Arménia no Festival Eurovisão da Canção de 2025.

## Composição
A canção Survivor foi escrita por Parg, Alex Wilke, Armen Paul, Benjamin Alasu, Eva Voskanian, Jon Aljidi, Joshua Curran, Martin Mooradian, Peter Boström e Thomas G:son.

## Festival Eurovisão da Canção 2025

### Depi Evratesil 2025
O Depi Evratesil 2025 foi a quarta edição do festival nacional organizado pela AMRTV para selecionar o concorrente arménio para o Festival Eurovisão da Canção. A competição teve lugar a 16 de fevereiro de 2025 no Complexo Desportivo e de Concertos Karen Demirchyan, em Erevan. O espectáculo foi transmitido pela Armenia 1, bem como online através do site da estação 1tv.am e internacionalmente através do canal oficial do YouTube do Festival Eurovisão da Canção. A final teve lugar a 16 de fevereiro de 2025 e o vencedor foi selecionado através de uma combinação de votos de um júri internacional, um júri nacional e um televoto.
Parg foi um dos 12 finalistas selecionados por um júri após uma ronda de audições, cujos nomes foram revelados a 6 de fevereiro de 2025, enquanto a sua canção «Survivor», originalmente prevista para ser revelada no dia da final, foi lançada a 9 de fevereiro de 2025. A canção recebeu o segundo maior número de pontos dos júris nacional e internacional e o primeiro lugar no televoto, conquistando assim a vitória na competição e o direito de representar a Arménia no Festival Eurovisão da Canção 2025 em Basileia.